# 滩里镇
滩里镇，是中华人民共和国河北省廊坊市文安县下辖的一个乡镇级行政单位。

## 行政区划
滩里镇下辖以下地区：
安里屯一村、安里屯二村、安里屯三村、安里屯四村、杨管营村、西滩里村、中滩里村、张家营村、赵家营村、刘家营村、西新桥村、中新桥村、东新桥村、富管营村、东滩里村和新桥农场。